# Tchaoudjo AC
Tchaoudjo Athlétic Club là một câu lạc bộ bóng đá Togo có trụ sở ở Sokodé, thi đấu ở giải cao nhất của bóng đá Togo. Sân nhà của đội bóng là Stade Municipal.

## Đội hình hiện tại
Ghi chú: Quốc kỳ chỉ đội tuyển quốc gia được xác định rõ trong điều lệ tư cách FIFA. Các cầu thủ có thể giữ hơn một quốc tịch ngoài FIFA.
| Số | VT | Quốc gia | Cầu thủ       |
| -- | -- | -------- | ------------- |
| 14 | TV | Togo     | Nwuitcha Napo |

| Số | VT | Quốc gia | Cầu thủ       |
| -- | -- | -------- | ------------- |
| 17 | TV | Togo     | Cyrill Guedje |

Bản mẫu:Togolese Championnat National